# 수원군 을
수원군 을은 대한민국의 옛 국회의원 선거구이다. 당시 경기도 수원군의 일부 지역을 관할했다.

## 역사
제헌 국회의원 선거를 앞두고 송산면, 서신면, 팔탄면, 장안면, 우정면, 향남면, 양감면, 정남면, 오산면, 동탄면, 태장면, 안룡면을 관할하는 선거구로 신설되었다.
1949년 8월, 수원군 수원읍이 수원시로 승격되었다. 이에 수원군은 화성군으로 개칭되었으며 제2대 국회의원 선거를 앞두고 화성군 을 선거구로 개편되었다.

## 역대 국회의원
| 선거   | 정당 | 정당   | 의원   |
| ------ | ---- | ------ | ------ |
| 1948년 |      | 무소속 | 김웅진 |

## 역대 선거 결과

### 대한민국 제헌 국회의원 선거
|  | 42.01% |

|  | 35.65% |

|  | 22.32% |